# Physcia integrata
Physcia integrata är en lavart som beskrevs av Nyl. Physcia integrata ingår i släktet Physcia och familjen Physciaceae.   Inga underarter finns listade i Catalogue of Life.